# Свято-Троицкий монастырь (Тарасково)
Свято-Троицкий Всецарицынский монастырь — православный мужской монастырь Нижнетагильской епархии Русской православной церкви, расположенный в селе Тарасково Свердловской области России.

## История
Изначально в деревне Тарасковой существовала деревянная часовня Святого Духа. В 1879 году на средства жителей деревни часовня была перестроена в храм. Престол церкви освятили 4 ноября 1880 года. Свято-Духовский храм был приписан к храму в честь святителя Николая Чудотворца в Верх-Нейвинске.
6 октября 1893 года произошёл пожар — храм Святого Духа сгорел. Вместо сгоревшей церкви обустроили  часовню при местной земской школе. В часовню были перенесены уцелевшие иконы и утварь. К местным жителям приезжали на богослужения верх-нейвинские священнослужители: на один день — на Рождество Христово, на две недели — в Великий пост, на два дня — на Пасху.
Решением верх-нейвинского заводского руководства по благословению епископа Екатеринбургского и Ирбитского Никанора (Каменского) 6 августа 1902 года в селе Тарасково была заложена новая каменная церковь. Она строилась из поставляемого в большом количестве верх-нейвинского кирпича. 28 мая 1906 года нововозведённая церковь была освящена во имя Святой Троицы.
Ежегодно крестным ходом из Знаменской церкви Верхнего Тагила через Верх-Нейвинск в Тарасково приносили икону Божией Матери «Знамение». Два дня она пребывала в верх-нейвинском Николаевском храме, затем на два дня икону приносили в Тарасково, после чего относили обратно в Верх-Нейвинск.
В 1934 году Свято-Троицкую церковь закрыли. В последующие годы в здании храма размещались: зернохранилище, клуб, лыжная база.
В 1989 году храм вернули Русской православной церкви.
В 1990-х годах благодаря трудам прихожан и настоятеля церкви отца Алексия (Малетина) храм возродилась в прежнем благолепии.
31 декабря 2002 года при Свято-Троицком храме была создана монашеская община, а 6 октября 2003 года Священный Синод благословил открыть в Тараскове мужской монастырь.
22 ноября 2003 года Свято-Троицкий монастырь был освящён архиепископом Викентием (Морарём).
15 мая 2025 года решением Священного Синода епископ Антоний освобождён от управления Славгородской епархией и почислен на покой в Свято-Троицкий монастырь под архипастырским наблюдением Преосвященного епископа Нижнетагильского и Невьянского Феодосия.

## Святыни
С 2000 года в Свято-Троицком Храме находится икона Божией Матери «Всецарица», почитаемая чудотворной и привлекающая в село Тарасково большое количество паломников.
Известны и почитаемы среди верующих целебные источники села Тарасково, из которых наиболее почитаем кладезь в честь иконы «Всецарица», находящийся в ограде обители. Над этим источником в 2004 году по благословению архиепископа Викентия был возведён малый деревянный храм и освящён в честь иконы «Всецарица».